# Памятник С. А. Есенину (Воронеж)
Памятник Сергею Есенину в Воронеже установлен у пересечения улицы Кардашова («Есенинская аллея») и улицы Карла Маркса.

## История
Памятник Сергею Есенину был основан 25 октября 2006 г. Автором памятника выступил народный художник России, вице-президент российской академии художеств Анатолий Бичуков. Вес монумента составляет 250 килограмм. Он был освящён настоятелем Казанского храма села Константиново протоиереем Александром Куропаткиным. В этом храме более ста лет назад был крещён сам писатель.
Место для памятника Сергею Есенину было определено главным художником города Евгением Барсуковым в сквере на улице Кардашова, названного впоследствии Есенинским. Е. Барсуков и Роман Пупавцев выполнили архитектурный проект памятника и стали соавторами скульптора Анатолия Бичукова. Сергей Безруков пожертвовал деньги на бронзовую скульптуру поэта. Средства на постамент и благоустройство выделил Владимир Бубнов.
Значительная роль в создании памятника принадлежит воронежскому режиссёру Владимиру Паршикову, работавшему на местном воронежском телевидении, снявшему документальный фильм о жизни Сергея Есенина, а также Егору Иванову — директору народного музея С. Есенина в Воронеже.
Памятник был торжественно открыт в апреле 2007 г. При открытии памятника присутствовали жители Воронежа, авторы памятника, Сергей Безруков со своим отцом, а также иностранные гости.